# پیر کارتئوس
پیر کارتئوس (انگلیسی: Pierre Carteus; ۲۴ سپتامبر ۱۹۴۳ – ۴ فوریهٔ ۲۰۰۳) بازیکن فوتبال اهل بلژیک بود.
از باشگاه‌هایی که در آن بازی کرده‌است می‌توان به باشگاه فوتبال اوستنده و باشگاه فوتبال کلوب بروژ اشاره کرد.
وی همچنین در تیم ملی فوتبال بلژیک بازی کرده‌است.